# Hide Go Seek
Hide Go Seek ist das vierzehnte Studioalbum Roger Chapmans. Es erschien als Bluesrock-Doppelalbum unter dem deutschen Label Hypertension am 8. Mai 2009. Das besondere an diesem Album sind die hohe Qualität der bis dahin unveröffentlichten Titel bzw. alternativen Versionen bereits veröffentlichter Songs seiner bis dahin 30-jährigen Solokarriere.

## Musikstil
Dieses Doppelalbum zeigt eine Retroperspektive von Chapmans Schaffensperiode seit 1979 mit unveröffentlichten Songs und ist daher auch ein für ihn typischer stilistischer Mix des R&B von Bluesrock über Soul und Country. Wegen der unterschiedlichsten Produktionsmethoden der letzten drei Jahrzehnten wurde der Sound durch Jim Cregans Song-Produktion angeglichen. Daher klingt das Album fast wie aus einem Guss und wie aus Zeiten als Chapman noch seine voluminöser Rockstimme besaß. Auf seiner letzten Veröffentlichung One More Time Of Peace war schon deutlich wahrzunehmen, wie Chapmans Stimme unter der jahrelanger Belastung seiner Touren, Trinkexzessen nach Konzerten („… going to drink, we’re terrible“) und einer heftigen Kehlkopfentzündung an Kraft verloren hatte. Aus diesem Grund dachte er in 2009 über ein Ende seiner Musikerkarriere nach, was er schließlich verwarf und seine Auftritte dafür deutlich reduzierte.

Chapman verbrachte nach eigenen Angaben viel Zeit damit die Reihenfolge der Songs auf Hide Go Seek festzulegen. Es habe ihn fast in den Wahnsinn getrieben, bis er von der Produktionsfirma gestoppt wurde. 
„Then of course came  the difficult job – the running order. … a marathon trying to put 28 tracks in order, drove me  mad. Played the real thing yesterday & still want to change it! The record company made me stop `cos I was going on & on – as is my want of course.“ [Chapman, 7. Mai 2009] "Dann kam natürlich der schwierige Job - die Reihenfolge festzulegen. … der  Marathon, die 28 Songs zu ordnen, machte mich verrückt. War es Gestern noch eine gute Entscheidung, wollte ich es wieder ändern! Die Plattenfirma brachte mich dazu aufzuhören, weil ich einfach kein Ende fand - wie es natürlich mein Wunsch war. [dt.: Chapman, 7. Mai 2009]
 

## Entstehungsgeschichte
Chapman hatte Mitte 2008 die Idee eine CD mit unveröffentlichten Song-„Perlen“ zu produzieren und überzeugte seine Plattenfirma mit ein paar ausgewählten Songs. Zusammen mit seinem ehemaligen Family-Bandmate Jim Cregan produzierte er das Doppelalbum. 20 der 28 Titel waren bis dato unveröffentlicht und 8 Tracks waren alternative Versionen bereits veröffentlichter Songs.
Chapman erklärte in einem Interview, dass er die Zusammenstellung der CD, wie das Finden oder „Aufräumen von Sachen“ (orig. „… just cleaning up stuff“) empfunden habe. Daher der CD Titel Hide Go Seek, zu deutsch in etwa „Versteckspiel“ oder „Versteckt geh´ Suchen“. Viele Aufnahmen waren unvollendet, mit rauen Übergängen, ohne einen richtigen Anfang oder Ende. Die Songs mit Jim Cregan als Mit-Autor wurden überwiegend in den 1990er Jahren in Los Angeles aufgenommen. Sie waren ursprünglich für ein Album mit dem Titel Family Theme gedacht. Dieses Projekt konnte jedoch nicht umgesetzt werden. Daher wurden einige Lieder für die Alben Kiss My Soul (1996, Beautiful Dreamers) und A Turn Unstoned? (1998, Glory Ride, Vapour Trails) genutzt. Der Song Naked Hearts war ursprünglich für ein Film über Loch Ness komponiert worden, wurde jedoch verworfen. „Wir hatten ihn damals über das Telefon geschrieben, ich summte,  Jim schrieb“, so Chapman. „Dann nahm er den Back-Track in seinem Studio in LA auf und schickte ihn mir, um den Gesang in London aufzunehmen, während Jim [in Los Angeles weiter] die Demos Wicked B und Bring me Your Love aufnahm.“ Ansonsten beinhalte das Doppelalbum unveröffentlichte Tracks von Walking The Cat und von Sessions, die bis zu seinem ersten Album Chappo zurückreichten. Wie bei allen seinen Veröffentlichungen wurde auch dieses Album durch eine Konzerttour (Hide-Go-Seek Tour) promotet.

## Titelliste
CD-1
1. . Stone Talking (Chapman/Cregan) 4:14
2. . L.A. Trails (Chapman/Cregan) 4:24
3. . Wicked B’s (Chapman) 3:43
4. . Naked Hearts/The Movie (Chapman/Cregan) 4:01
5. . I Need A Connection (Chapman) 3:45
6. . 2 Pieces Of Silver (Chapman/Moody) 4:04
7. . Come To Papa (Willy Mitchel) 4:37
8. . Hurry On Love (Chapman) 3:18
9. . Borderline Of Love (Chapman/Chapman & Simpson) 4:18
10. . Another Stone Unturned (Chapman) 5:01
11. . Kiss Till It Hurts (Chapman/Chapman & Simpson) 5:25
12. . X-Town Loving (Chapman/Simpson) 3:08
13. . Sprouting Wings (Chapman) 4:50
14. . Into The Bright (Chapman/Wetton) 3:59

CD-II
1. . J & D (Chapman) 3:33
2. . That Was A Glory Ride (Chapman/Cregan) 4:28
3. . Same Old R&R (Chapman/Chapman & Simpson) 3:37
4. . One More Story (Chapman/Cregan) 5:13
5. . Devil & Son Ltd. (Chapman) 4:32
6. . Renegade (Rebbenac) 3:45
7. . Over & Done (Chapman/Moody) 4:40
8. . Mac & Kokomo (Chapman/Chapman & Simpson) 3:25
9. . Bring Me Your Love (Chapman) 4:08
10. . One More Whiskey (Chapman/Moody) 4:40
11. . Daddy Red Moon (Chapman) 4:40
12. . Got Me Gone (Chapman) 3:27
13. . Let’s Go Again (Chapman) 7:06
14. . We Will Never Pass This Way Again (Chapman) 3:58

Tracks Produktion: Jim Cregan
Technik: Helge Halvé

## Rezeption
Von der Musikkritik gab es überwiegend positive Bewertungen. DMC befand das Album „außergewöhnlich“ und verglich die Songs mit  „Edelsteinen“. „Rockreport“ labelte das Werk „zeitlos“, „frisch und lebendig“.  Das Rockmagazin „schMuRzi“, was Chapman auch zu diesem Album interviewte, vergab 5 von 6 Punkten für diese Veröffentlichung. Die Songs seien „Perlen, die jedem Fan Freudentränen entlocken werden“, während die „Münchner Abendzeitung“ das Album als „viel zu glatt produzierter Rock“ betrachtete.